# Salzachseen
Koordinaten: 47° 50′ N, 13° 1′ O
Unter den Salzachseen im Norden der österreichischen Landeshauptstadt Salzburg im Stadtteil Liefering versteht man eine Reihe von kleineren künstlichen stehenden Gewässern unweit des linken Ufers der Salzach, die im Wesentlichen um und nach 1940 als Baggerseen entstanden sind. Der einstige alleinige Salzachsee wurde bei der Ausgestaltung als Naherholungsgebiet nach 1967 in zwei Teile getrennt, nämlich den vielfach als eigentlichen Salzachsee gesehenen Teil im Norden (amtlich als Großer Salzachsee bezeichnet) und den kleineren Vogelsee im Süden. Im Zuge der seinerzeitigen Baggertätigkeiten entstanden zudem unweit davon der Karlsbader Weiher sowie nach dem Zweiten Weltkrieg der Lieferinger Badesee und einige weitere kleinere Gewässer. Die Salzachseen mit ihrer nächsten Umgebung sind Teil eines Naherholungsraumes und liegen im Landschaftsschutzgebiet Salzachsee-Saalachspitz. Die Seen sind auch Namensgeber für die angrenzende Salzachseesiedlung. Im alltäglichen Sprachgebrauch wird örtlich unter Salzachsee meist die Lage allgemein verstanden, vielfach auch der Badesee Liefering.

## Geschichte
Zur Geschichte des Salzachseeraums siehe Landschaftsschutzgebiet Salzachsee-Saalachspitz.
Der Salzachsee ist – wie auch alle nächstgelegenen Gewässer – ein Baggersee, entstanden ab 1938 mit dem Aushub von Erdmaterial für den zwar in Angriff genommenen, aber vorerst unvollendet gebliebenen Bau der damaligen Reichsautobahn nach Wien. Nach vorübergehender späterer Nutzung des Gebiets als Mülldeponie wurde das Areal schrittweise kultiviert und ist seit 1967 als Landschaftsschutzgebiet ausgewiesen. Der südlichste aller heutigen Seen, der Vogelsee, sollte nach dem Wunsch früherer Naturschutzfachkräfte im Magistrat Salzburg nach Errichtung des Naherholungsraumes Teil eines städtischen Vogelschutzgebiets werden und war damals auch Heimat und Brutstätte seltener Vogelarten. Das jahrzehntelang auch in „Zinners Stadtplänen“ eingetragene dortige „Vogelschutzgebiet“ wurde aber rechtlich nie umgesetzt. In die damaligen Planungen war auch der seinerzeitige Tierschutzverein „Blauer Kreis“ eingebunden.
Die Bezeichnung Salzachsee ergab sich bald nach seiner Entstehung erst als Provisorium, das sich dann aber hielt.

„Wir haben den See einstweilen ‚Salzach-See‘ genannt. Er liegt ja ganz nahe an der Salzach, und nicht bloß ein räumlicher, auch ein ‚innerer‘ Zusammenhang besteht: durch die gleiche Wasserhöhe, denn der Grundwasser-Spiegel richtet sich nach dem Wasserstand der Salzach. Man könnte aber den See einstweilen auch Reichsautobahn-See nennen, bis ein poetischer Name gefunden ist.“

Der Karlsbader Weiher erhielt seinen Namen nach der tschechischen Stadt Karlsbad, von wo nach dem Zweiten Weltkrieg viele Flüchtlinge nach Salzburg kamen.

## Lage und die einzelnen Gewässer

Das Landschaftsschutzgebiet Salzachsee-Saalachspitz; im Südosten die Salzachseen, mittig Karlsbader Weiher und andere Gewässer

Die Salzachseen befinden sich auf einer Schotterebene im Nordnordwesten der Stadt Salzburg links der Salzach jenseits eines schmalen Auwaldgürtels auf 408 m ü. A., der Schrebergartenteich auf 405 m.
Namensgebend für den gesamten dortigen engeren Raum ist der seit etwa 1967 zweigeteilte Salzachsee, heute mit den amtlichen Bezeichnungen Großer Salzachsee für den nördlichen Teil und Vogelsee für den südlichen Teil. Der nördliche See hat hinsichtlich seiner Bedeutung für die Hobbyfischerei auch ortsübliche andere Benennungen wie Großer Fischteich, Lieferinger Fischersee und dergleichen; der südliche Teil wird fallweise auch Kleiner Salzachsee genannt; im Hinblick auf die geografische Lage insgesamt existieren auch die Bezeichnungen Salzachsee Nord und Salzachsee Süd. Die beiden Teile sind nur durch eine schmale Landbrücke mit einem Fußweg voneinander getrennt.
Rund 170 m nördlich des Großen Salzachsees befindet sich der Badesee Liefering. Rund 200 m westlich von diesem, getrennt durch die Zubringerstraße in den Salzachseeraum, der Schmiedingerstraße, liegt der Karlsbader Weiher und weniger Meter nördlich von diesem der Baggersee Liefering 5 und der Baggersee Liefering 6. Etwa 100 m westlich des Karlsbader Weihers – getrennt durch den Unterlauf der Glan, der sogenannten Altglan, sowie durch den diesen umgebenden Auwald – befindet sich der Baggersee Liefering 4. Die Baggerseen sind für die Öffentlichkeit nicht zugänglich. Etwas abgesetzt existiert rund 300 m nördlich der Baggerseen hinter einer Kleingartenanlage der Schrebergartenteich.
Des Weiteren gibt es zwei kleine unbenannte Tümpel, einer zwischen Badesee Liefering und Karlsbader Weiher an der Schmiedingerstraße und einer südlich von diesem am Brachsenweg. Sie sind ebenfalls nicht öffentlich zugänglich.
| See | Fläche (in ha) | Position                    | Bild |
| --- | -------------- | --------------------------- | ---- |
| Schrebergartenteich                                                                                    | 0,57           | 47° 50′ 32″ N, 13° 0′ 30″ O |      |
| Baggersee Liefering 4                                                                                  | 0,68           | 47° 50′ 17″ N, 13° 0′ 26″ O |      |
| Baggersee Liefering 5                                                                                  | 1,12           | 47° 50′ 22″ N, 13° 0′ 39″ O |      |
| Baggersee Liefering 6                                                                                  | 0,28           | 47° 50′ 23″ N, 13° 0′ 44″ O |      |
| Karlsbader Weiher                                                                                      | 2,84           | 47° 50′ 17″ N, 13° 0′ 39″ O |      |
| Badesee Liefering                                                                                      | 2,04           | 47° 50′ 17″ N, 13° 0′ 59″ O |      |
| Tümpel an der Schmiedingerstraße                                                                       | ca. 0,5        | 47° 50′ 15″ N, 13° 0′ 59″ O |      |
| Tümpel am Brachsenweg                                                                                  | ca. 0,2        | 47° 50′ 9″ N, 13° 0′ 51″ O  |      |
| Großer Salzachsee (Lieferinger Fischersee, Lieferinger Fischteich, Großer Fischersee; Salzachsee Nord) | 7,83           | 47° 50′ 6″ N, 13° 1′ 13″ O  |      |
| Vogelsee (Kleiner Salzachsee; Salzachsee Süd)                                                          | 2,95           | 47° 49′ 57″ N, 13° 1′ 21″ O |      |

## Infrastruktur und Nutzung
Das Gebiet um den Salzachsee ist Naherholungsraum nicht nur für die anliegende Bevölkerung; der Lieferinger Badesee lockt Bewohner aus der ganzen Stadt. Neben der üblichen Infrastruktur von solchen Einrichtungen (Duschen, Umkleide, WC) gibt es einen Beachvolleyball-Platz, Möglichkeiten für Fußball- und Basketball-Spiel, einen Kiosk sowie den Kinderspielplatz Salzachsee Nord. Der See ist maximal 4 m tief, das Badeareal beträgt insgesamt 9,35 ha und ist frei zugänglich. In den anderen Gewässern der Umgebung ist das Baden nicht erlaubt. Der Badesee ist seit 2018 Heimstätte des Sportvereins Kanupolo Salzburg, winters wird er zum Eislaufen benützt.
Der Karlsbader Weiher wird als Fischteich von der Lieferinger Peter-Pfenninger-Schenkung betrieben. In ihm können zahlreiche Fischarten geangelt werden, am häufigsten Karpfen und Kapfenarten (Amur, Silberkarpfen), Schleien, Zander und Hecht. Im Großen Salzachsee gibt es neben den häufigen Fischarten im Karlsbader Weiher unter anderem auch Aale, Welse und Karauschen. Am südlichen Ende des Vogelsees liegt der Kinderspielplatz Salzachsee Süd.
Um alle größeren Seen gibt es Spazierwege, auf denen Laufsport und Ausritte von einem in der Nähe befindlichen Reitstall möglich sind. Die Wege sind kinderwagen- und rollstuhltauglich.
Im Südosten des Seenraums schließt eine Sportanlage an; südlich und westlich befindet sich die Salzachseesiedlung. Erschlossen ist das Gebiet durch die städtische Obuslinie 7.

Infrastrukturelle Einrichtungen im Salzachseegebiet
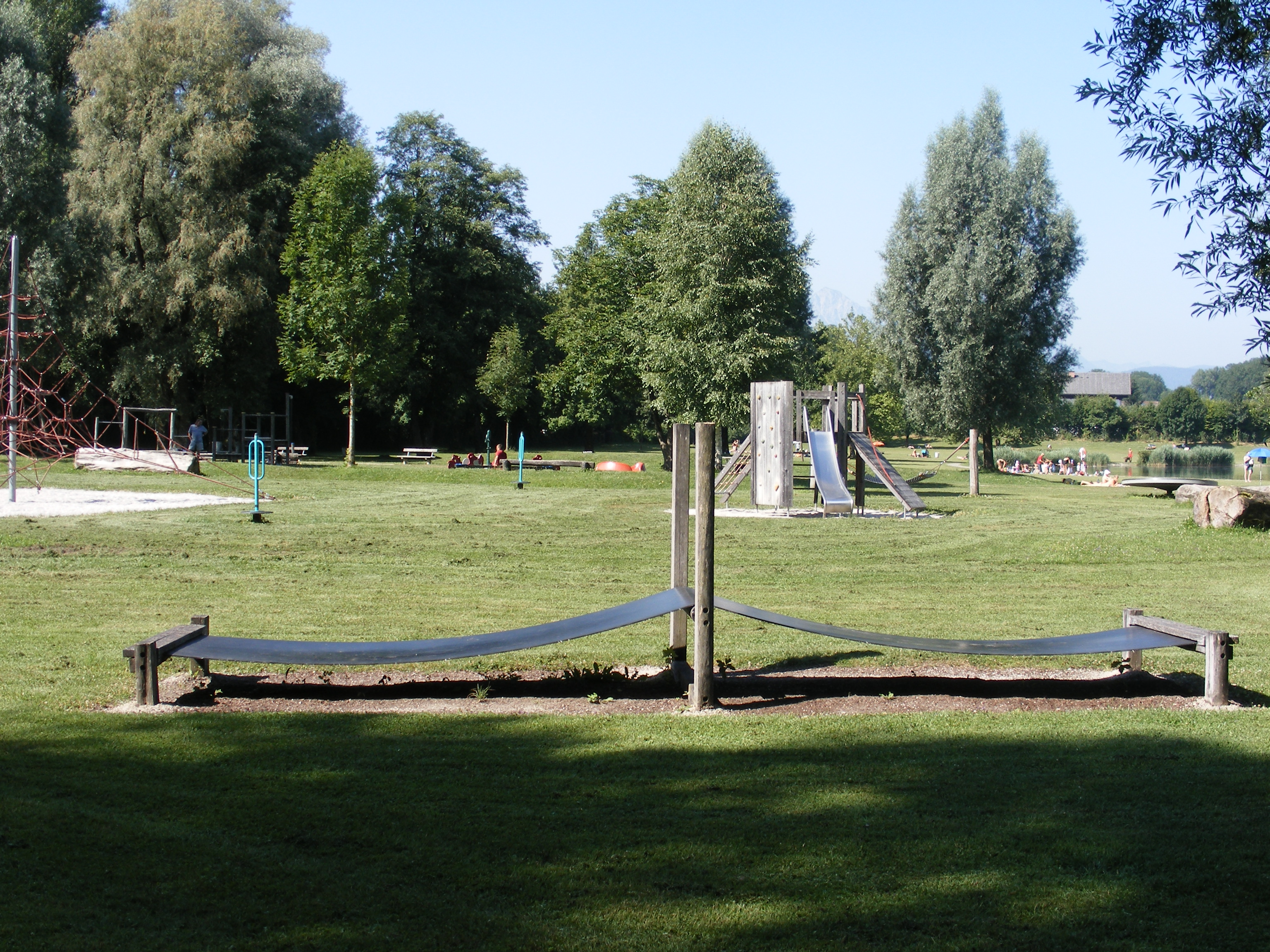
Kinderspielplatz Salzachsee Nord
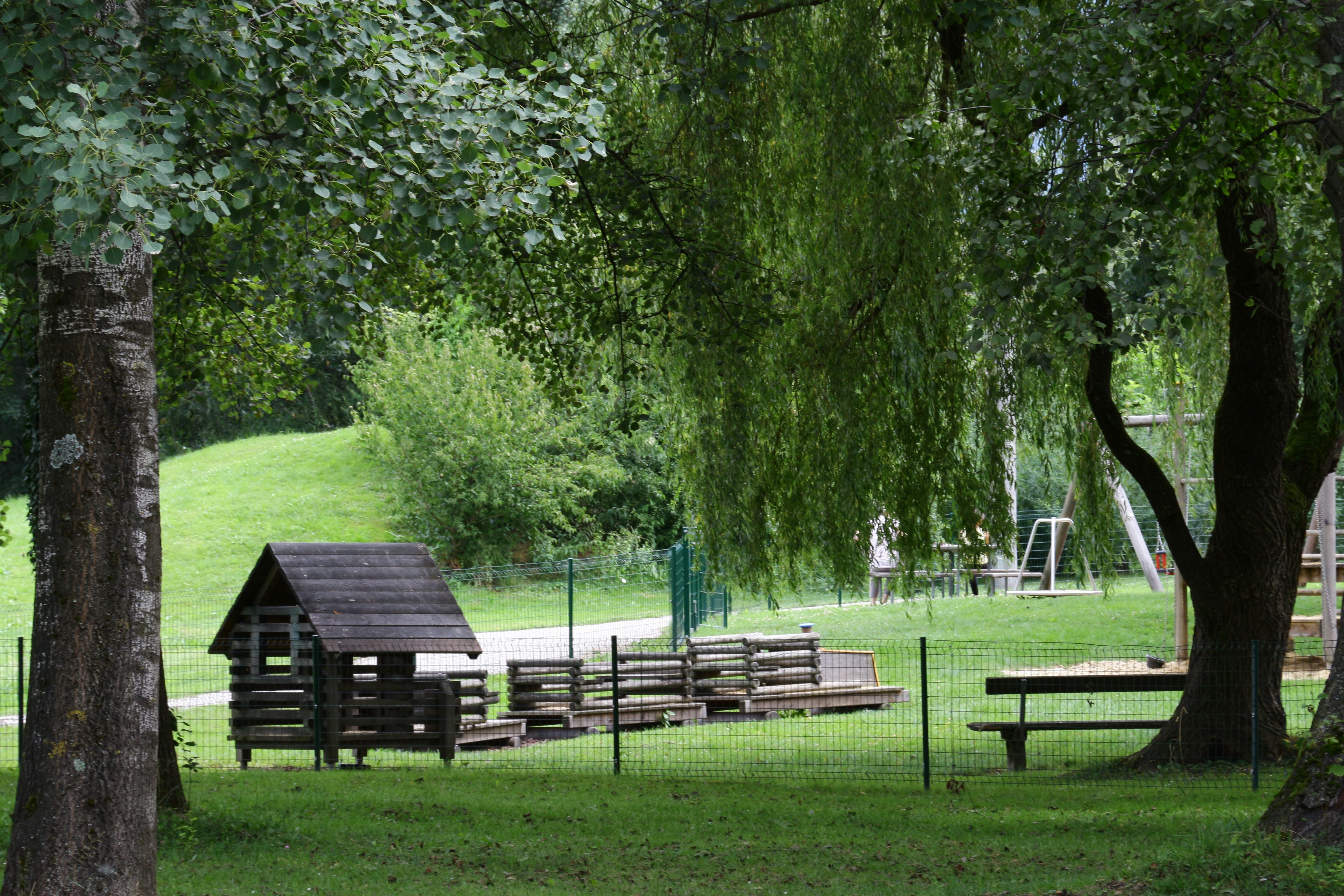
Kinderspielplatz Salzachsee Süd
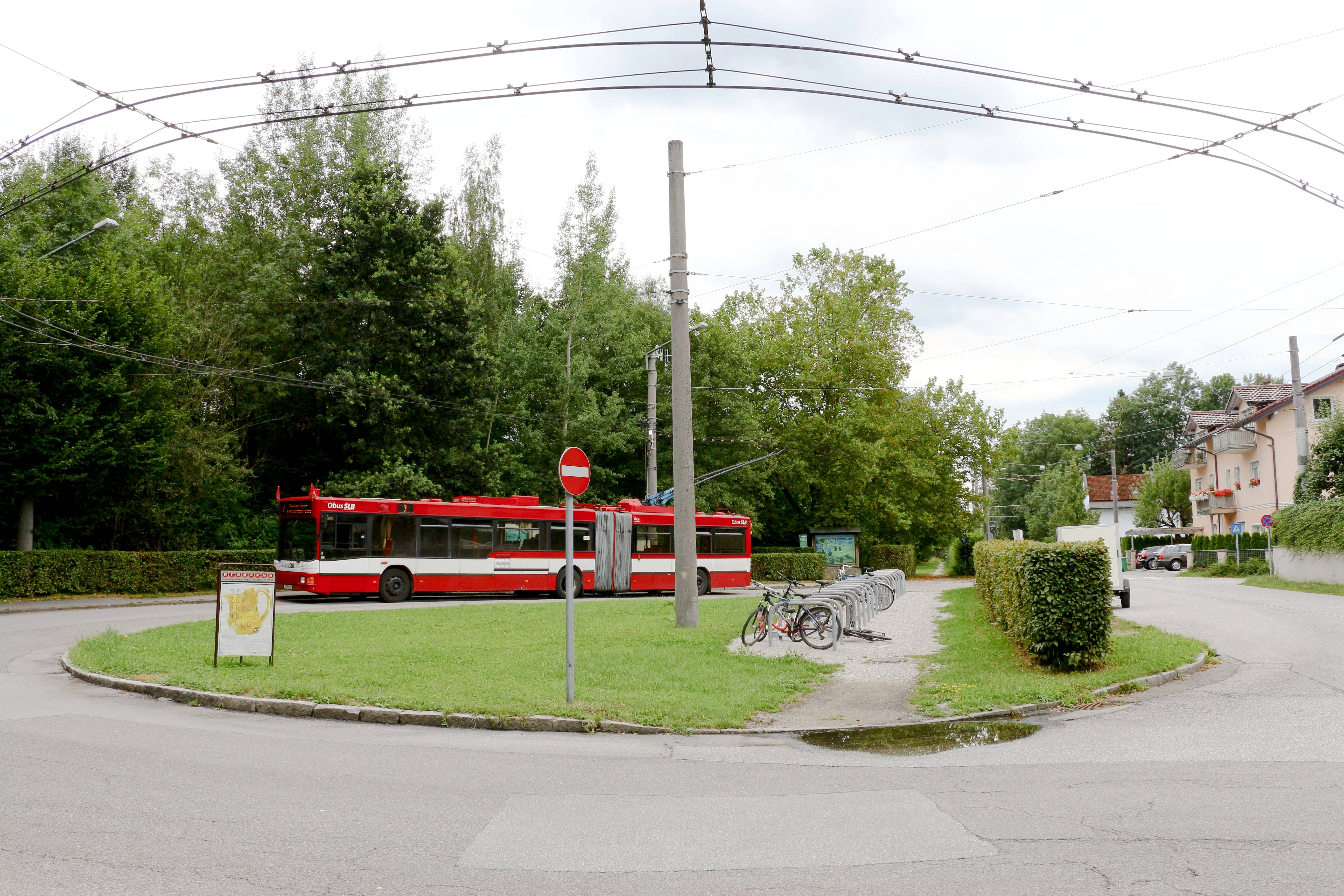
Obus-Endhaltestelle Salzachsee
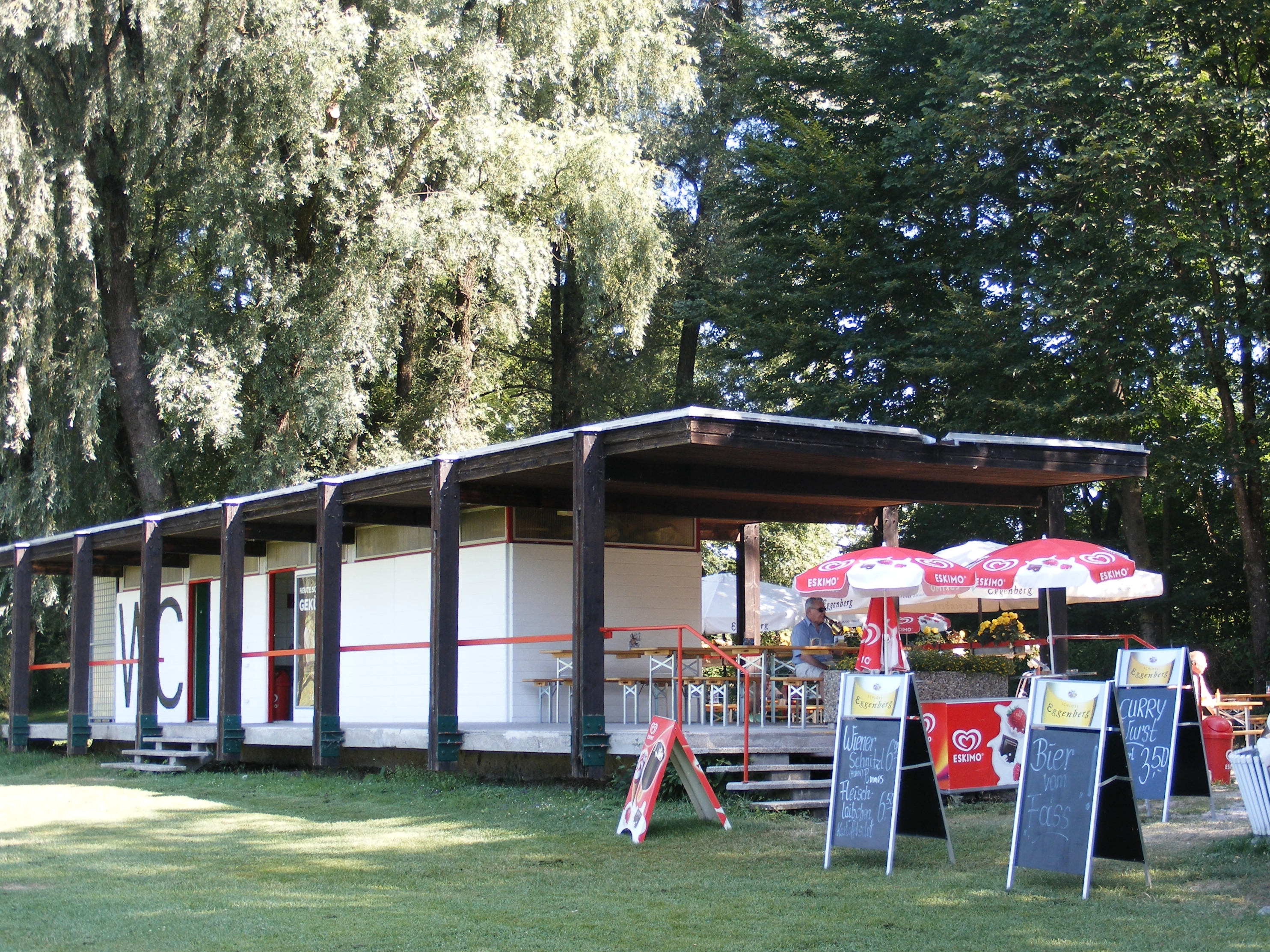
Kiosk am Badesee Liefering